# Ali Bin Hamad Al Attiya Arena
Ali Bin Hamad Al Attiya Arena (en arabe : صالة علي بن حمد العطية) est une salle omnisports située à Doha au Qatar.

## Événements Importants
- Championnat du monde de handball masculin 2015

### Matchs de coupe du monde accueillis
| Date            | Heure (UTC-3) | Équipe 1           | Équipe 2           | Résultat | Tour               | Affluence |
| --------------- | ------------- | ------------------ | ------------------ | -------- | ------------------ | --------- |
| 15 janvier 2015 | 20:30         | Slovénie           | Brésil             | 28 - 23  | 1er tour, Groupe A | 1 500     |
| 16 janvier 2015 | 19:00         | Algérie            | Égypte             | 20 - 34  | 1er tour, Groupe C | 5 500     |
| 16 janvier 2015 | 19:00         | Suède              | Islande            | 24 - 16  | 1er tour, Groupe C | 1 000     |
| 17 janvier 2015 | 19:00         | Iran               | Macédoine          | 31 - 33  | 1er tour, Groupe B |           |
| 17 janvier 2015 | 21:00         | Autriche           | Bosnie-Herzégovine | 23 - 21  | 1er tour, Groupe B |           |
| 18 janvier 2015 | 19:00         | Islande            | Algérie            | 32 - 26  | 1er tour, Groupe C |           |
| 18 janvier 2015 | 19:00         | Tchéquie           | Suède              | 22 - 36  | 1er tour, Groupe C |           |
| 19 janvier 2015 | 19:00         | Bosnie-Herzégovine | Macédoine          | 22 - 25  | 1er tour, Groupe B |           |
| 19 janvier 2015 | 21:00         | Autriche           | Tunisie            | 25 - 25  | 1er tour, Groupe B |           |
| 20 janvier 2015 | 19:00         | Tchéquie           | Égypte             | 24 - 27  | 1er tour, Groupe C |           |
| 20 janvier 2015 | 21:00         | Suède              | Algérie            | 27 - 19  | 1er tour, Groupe C |           |
| 21 janvier 2015 | 17:00         | Iran               | Autriche           | 26 - 38  | 1er tour, Groupe B |           |
| 21 janvier 2015 | 19:00         | Bosnie-Herzégovine | Tunisie            | 24 - 27  | 1er tour, Groupe B |           |
| 22 janvier 2015 | 19:00         | Suède              | Égypte             | 25 - 25  | 1er tour, Groupe C |           |
| 22 janvier 2015 | 21:00         | Islande            | Tchéquie           | 25 - 36  | 1er tour, Groupe C |           |
| 23 janvier 2015 | 19:00         | Macédoine          | Autriche           | 36 - 31  | 1er tour, Groupe B |           |
| 24 janvier 2015 | 19:00         | Égypte             | Islande            | 25 - 28  | 1er tour, Groupe C |           |
| 24 janvier 2015 | 21:00         | France             | Suède              | 27 - 25  | 1er tour, Groupe C |           |